# Рем-Сен-Жорж
Рем-Сен-Жорж (фр. Rhêmes-Saint-Georges) — коммуна в Италии, располагается в автономном регионе Валле-д’Аоста.
Население составляет 206 человек (2008 г.), плотность населения составляет 6 чел./км². Занимает площадь 36 км². Почтовый индекс — 11010. Телефонный код — 0165.
Покровителем коммуны почитается святой Георгий Победоносец, празднование 23 апреля.

## Демография
Динамика населения:

## Галерея

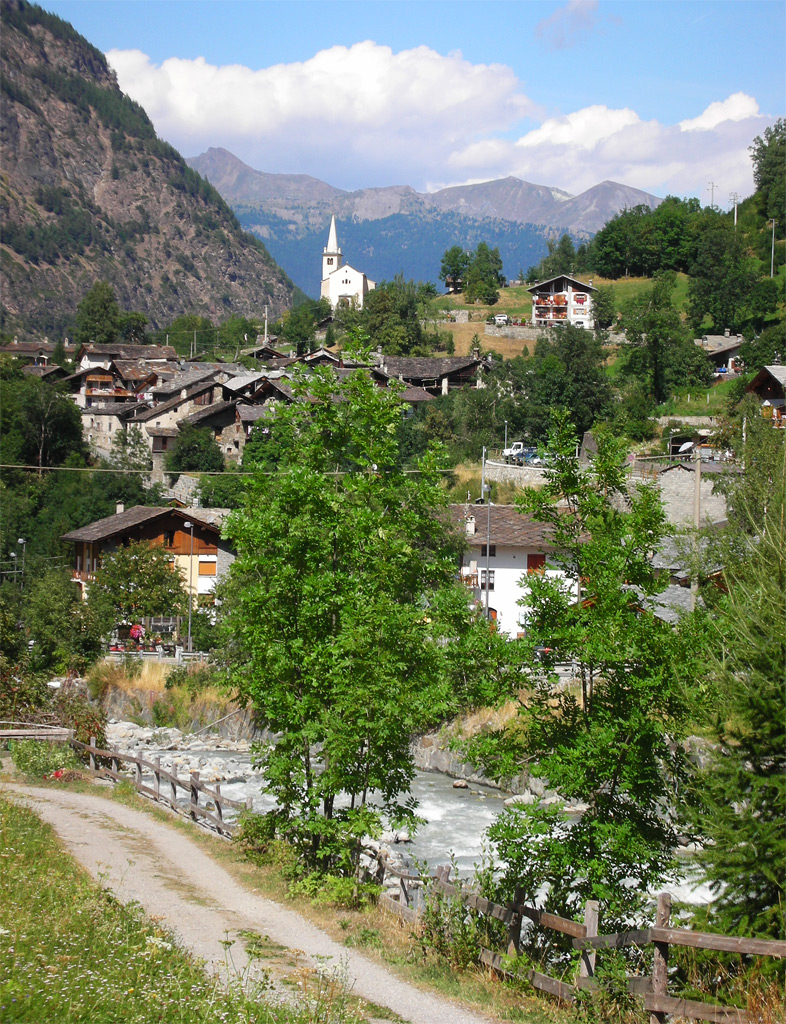
Деревня Коверан (Coveyrand): панорама
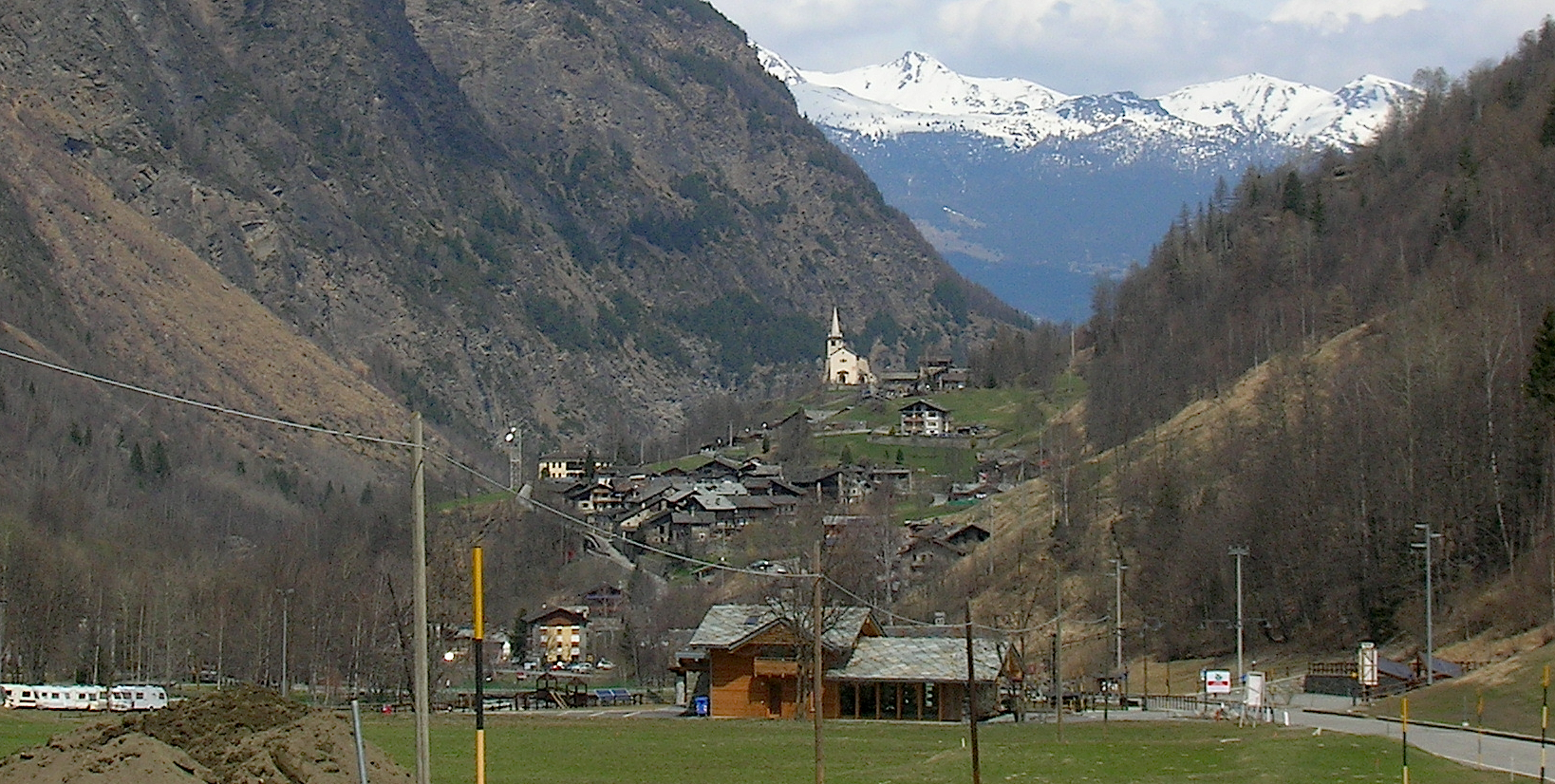
Панорама
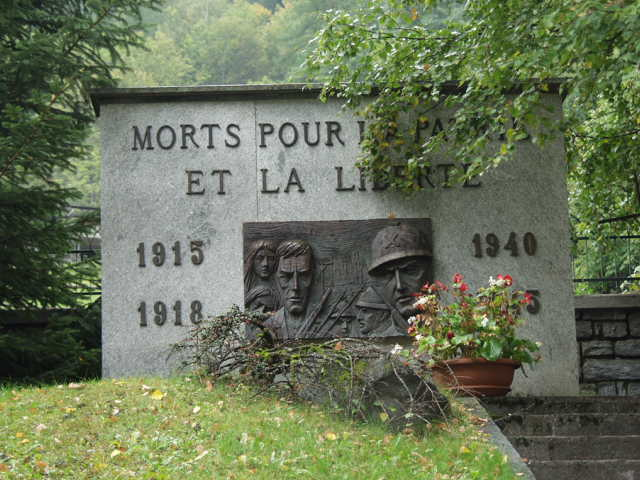
Памятник жертвам мировых войн
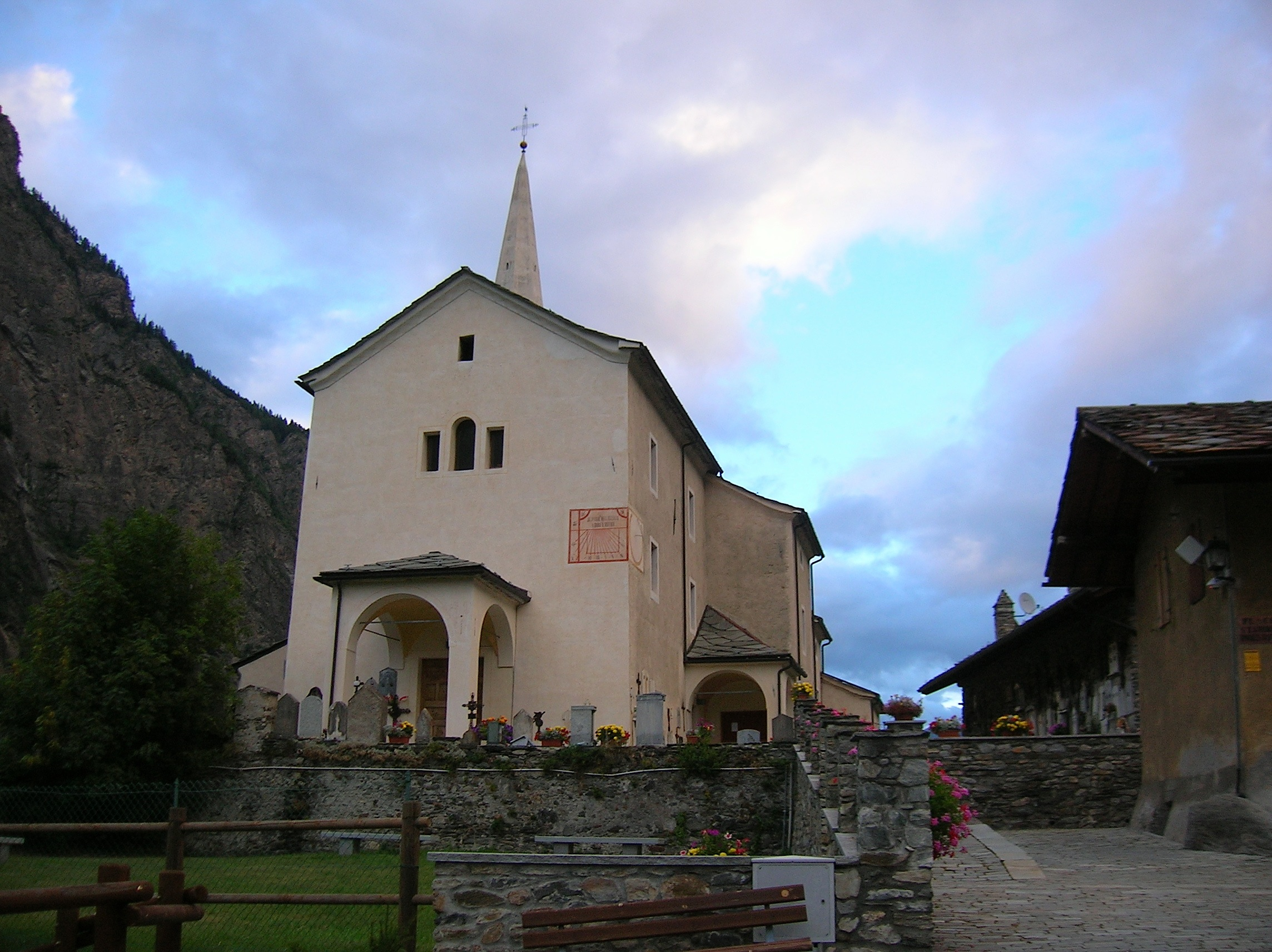
Храм святого Георгия